# Portretul lui Ferdinand Guillemardet
Portretul lui Ferdinand Guillemardet este o pictură din 1798-1799 a lui Francisco de Goya, aflată în prezent la Luvru.
Îl înfățișează pe ambasadorul francez în Spania între 1798 și 1800 și a fost expus la Real Academia de Bellas Artes de San Fernando în iulie 1799. Subiectul a luat tabloul în Franța și a fost ulterior donat muzeului Luvru (unde este expus în prezent) de către fiul lui Guillemardet, un prieten al lui Eugène Delacroix.